# Religiose domenicane dell'Annunziata

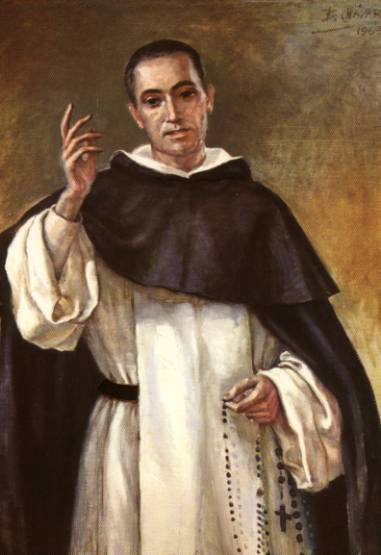
San Francesco Coll Guitart

Le Religiose Domenicane dell'Annunziata (in spagnolo Religiosas Dominicanas de la Anunciata) sono un istituto religioso femminile di diritto pontificio: le suore di questa congregazione pospongono al loro nome la sigla D.A.

## Storia
La congregazione venne fondata il 15 agosto 1856 a Vich, in Catalogna, dal frate domenicano Francesco Coll Guitart (1812-1875): nacque come fraternità di suore insegnanti del Terz'ordine domenicano, destinata all'istruzione dei fanciulli, soprattutto nelle zone rurali.
Il nome originale delle religiose fu semplicemente Suore Terziarie Domenicane, mutato poi in Religiose Domenicane dell'Incarnazione del Figlio di Dio e, nel 1884, in Religiose Domenicane dell'Annunziata.
Il 19 agosto 1884 l'istituto venne affiliato all'Ordine dei Frati Predicatori (l'aggregazione venne confermata il 3 giugno 1906): ricevette il pontificio decreto di lode il 6 settembre 1898; le sue costituzioni vennero approvate definitivamente dalla Santa Sede nel 1907.
Il fondatore è stato beatificato da papa Giovanni Paolo II nel 1979 e proclamato santo da papa Benedetto XVI l'11 ottobre 2009.

## Attività e diffusione
Le Domenicane dell'Annunziata si dedicano principalmente all'istruzione ed educazione cristiana della gioventù, anche nei paesi in via di sviluppo: in base alle esigenze delle popolazioni tra cui svolgono il loro apostolato, si dedicano anche a varie opere di assistenza sociale e sanitaria.
Sono presenti in Europa (Francia, Italia e Spagna), in Africa (Camerun, Costa d'Avorio, Benin, Ruanda), in America Latina (Argentina, Brasile, Cile, Costa Rica, Guatemala, Messico, Nicaragua, Paraguay, Perù, El Salvador, Uruguay) e in Asia: nelle Filippine e il Vietnam. La sede generalizia è a Madrid.
Al 31 dicembre 2005 l'istituto contava 1.102 religiose in 140 case.